# أرشيجونيات
أرشيجونيات أو أركيجونيات (الاسم العلمي:Archegoniatae) هي مصطلح تصنيفي أعلى يشير إلى تلك النباتات الجنينية التي لها عضو جنسي أنثوي على شكل الأرشيجونة. تم تقديم هذا المصطلح لأول مرة من قبل عالم النبات الروسي إيفان نيكولايفيتش غوروجانكين (1848–1904) في عام 1876 للإشارة إلى التقسيم الذي يشمل النباتات الطحلبية والنباتات السرخسية وعاريات البذور على عكس الوزيميات Gynoeciatae (كاسيات البذور) ذات العضو الأنثوي الأكثر تعقيدًا. كما تم استخدامه أيضًا كمصطلح عام للحزازيات (النباتات الحزازية) والسراخس (النباتات السراخسية)، على سبيل المثال من قبل دوغلاس كامبل. في أنظمة التصنيف الرئيسية لما بعد الداروينية مثل نظام إنغلر، تم استخدامه لتقسيم النباتات الجنينية إلى قسمين: أحدهما الأرشيجونيات (يُسمى أيضًا مائيات الإخصاب أو البوغيات السابحة Zoidogamae) يحتوي على النباتات الطحلبية والنباتات السرخسية والآخر زراقيات الأمشاج أو زراقيات الأعراس Siphonogamae يحتوي على عاريات البذور وكاسيات البذور. يشير كامبل إلى أن هناك استخدامًا بالمعنى الواسع يتضمن عاريات البذور أو استخدامًا بالمعنى الدقيق كما هو الحال في كتابه ينطبق فقط على النباتات الطحلبية والنباتات السرخسية.

## قائمة المراجع
- The Great Soviet Encyclopedia, 3rd Edition (1970-1979). 2010 The Gale Group, Inc.
- Komarov، V. L.؛ Il'in، M. M.، المحررون (1986). Flora of the USSR. Vol.1 Archegoniatae and Embryophyta. Nauk SSSR: Botaničeskij Institut Akademii. ISBN:978-3874292214.
- Heinrich Schenck. Ueber die Phylogenie der Archegoniaten und der Characeen. Engler's Botan. Jahrbuch. Bd. XLII., p. 1, 1908).
  - The Phylogeny of the Archegoniatae (Review). W. H. L. New Phytologist Vol. 8, No. 5/6 (Jun. 30, 1909), pp. 234-236